# Azuaga
Azuaga es un municipio y localidad española de la provincia de Badajoz, en la comunidad autónoma de Extremadura. Cuenta con una población de 7595 habitantes (INE 2024).
Se halla al borde de Sierra Morena y se encuadra dentro de la comarca de Campiña Sur, en el límite con las provincias andaluzas de Sevilla y de Córdoba, junto a la N-432, siendo el cuarto municipio en extensión de la provincia de Badajoz. Comprende la villa de Azuaga y la aldea de La Cardenchosa.

## Geografía
Integrado en la comarca de Campiña Sur, se sitúa a 148 kilómetros de la capital provincial. El término municipal está atravesado por la carretera nacional N-432, entre los pK 137 y 151, por la carretera autonómica EX-111, que conecta con Zalamea de la Serena, y por carreteras locales que permiten la comunicación con Maguilla, Campillo de Llerena, Peraleda del Zaucejo, Granja de Torrehermosa, Fuente Obejuna, Malcocinado y Valverde de Llerena. 
El relieve del extenso territorio municipal está definido fundamentalmente por la Campiña sur extremeña y las primeras estribaciones de Sierra Morena en el extremo suroriental. A nivel hidrológico, se encuentra en la divisoria de aguas entre los ríos Guadiana y Guadalquivir. El río Matachel, perteneciente a la cuenca del Guadiana, nace en el municipio y discurre hacia el norte antes de realizar un giro hacia el oeste y pasar al término municipal de Maguilla. El río Bembézar, perteneciente a la cuenca del Guadalquivir,  también nace en el municipio, pero se dirige hacia el sureste, recogiendo las aguas del río Sotillo antes de pasar a la provincia de Córdoba. El río Sotillo hace de límite natural con la provincia de Sevilla en un pequeño tramo al sur. 
Una pequeña cadena montañosa hace de límite natural por el noreste con Peraleda del Zaucejo, y es cruzada por la carretera EX-111 a través del puerto Azuaga (639 metros). Por el sureste, las primeras montañas de Sierra Morena están representadas por la sierra del Recuero, donde se encuentran algunas de las mayores elevaciones del municipio. 
La altitud oscila entre los 732 metros al noreste, en el límite con Peraleda del Zaucejo, y los 350 metros a orillas del río Bembézar. El pueblo se alza a 592 metros sobre el nivel del mar. 
| Noroeste: Campillo de Llerena                   | Norte: Peraleda del Zaucejo | Nordeste: Granja de Torrehermosa                           |
| Oeste: Maguilla, Berlanga y Valverde de Llerena |                             | Este: Granja de Torrehermosa                               |
| Suroeste: Malcocinado y Guadalcanal (Sevilla)   | Sur: Alanís (Sevilla)       | Sureste: Fuente Obejuna (Córdoba) y Hornachuelos (Córdoba) |

## Historia

### Prehistoria y antigüedad
Azuaga es un lugar de rica historia. En su término y en el entorno de su casco urbano, se encuentran restos de asentamiento humano megalitistas (más de 30 dólmenes catalogados), del Calcolítico, Edad del Bronce y también del Período Orientalizante. Son varios los poblados prehistóricos repartidos por su término municipal, destacando el del cerro del castillo, origen de la actual población. 
En la época de dominación romana, Azuaga se convierte en municipio dentro de la provincia Baetica. Aún no está claro su topónimo en esta época; tal como se desprende de las interesantísimas inscripciones que se conservan en el ayuntamiento, sería el [M] Municipium [F] Flavio [V] y aquí es donde viene el problema de identificación; según el prestigioso investigador A. U. Stylow, podría ser victotiense, (municipium flavio victoriense), es decir Azuaga sería la ciudad Victoria de los romanos, quizás para conmemorar una importante victoria militar. Hay que recordar que Azuaga fue un lugar fronterizo y estratégico. Sus habitantes eran de la tribu Galeria. Restos de esta época son cuatro cipos con inscripciones, que se conservan en el ayuntamiento y que originariamente pertenecían a un conjunto monumental formado por ocho. La actual fuente Atenor proviene de esta época. También existen importantes vestigios de minas en diferentes puntos del término municipal, algunos de ellos muy interesantes en el propio casco urbano de la localidad, concretamente unos desagües de más de 1 m y 60 cm de alto, torres de vigilancia, así como numerosísimos restos de villas romanas repartidos principalmente por la zona de la campiña.

### Época visigoda
De esta etapa se conserva, que sepamos por el momento, una columna de mármol en el patio de la parroquia del Cristo del Humilladero, así como un capitel en una vivienda particular. Según algunos autores la desaparecida iglesia de San Bartolomé, en el camino de Fuente Ovejuna, puede tener sus raíces en época visigoda. Desgraciadamente este periodo histórico ha sido muy poco estudiado.

### Al-Ándalus
Con la caída de Hispania en manos musulmanas, comienza un floreciente periodo para Azuaga. Entre las evidencias históricas de la Azuaga musulmana, encontramos la del geógrafo y viajero árabe Al-Idrisi, que mencionaba la población en el siglo XII, aludiendo a ella como un fuerte situado sobre una eminencia. Este es el primer escrito que recoge la existencia de Azuaga con este nombre. Todo parece indicar que la población que se asienta en Azuaga es de la tribu bereber de Al-Zuwaga. El resto más importante de esta época es el Castillo. La base de alcazaba árabe parece ser del siglo XI. También se conservan otras estructuras como puentes, torres defensivas, acequias...

### Reconquista

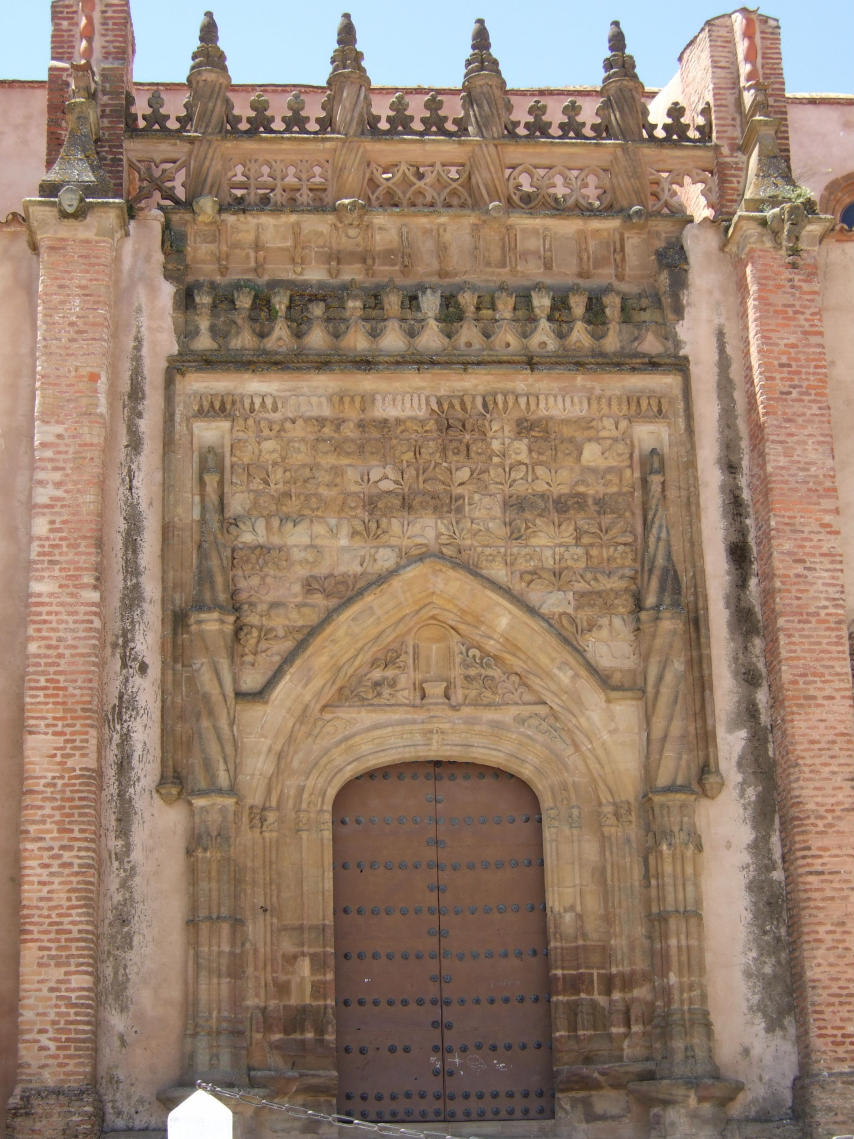
Iglesia parroquial de Nuestra Señora de la Consolación

Tradicionalmente se fija en 1236 la reconquista de Azuaga para el Reino de Castilla, bajo el reinado de Fernando III el Santo, por la Orden de Santiago dirigida por el maestre Pelayo Pérez Correa. Azuaga era un lugar estratégico, con su reconquista se pretendía controlar los caminos que unían Córdoba con Badajoz y Mérida. Apuntar que aún existen muchas incógnitas respecto a cómo fue su reconquista y los años siguientes a esta. En los primeros años después de su reconquista perteneció al Concejo de Sevilla, debido a que la repoblación no fue efectiva, pasó a depender de la Orden se Santiago. Desde entonces, fue notable y rica encomienda de dicha Orden. Los cristianos acogieron también el Castillo, pero construyeron varias torres; una de ellas, la del Homenaje, como muestra de la nueva etapa cristiana. Dos de las dichas torres son las que se conservan en la actualidad.
En el año 1477, la localidad de Azuaga fue sede de un importante acontecimiento: en la ermita de San Sebastián (que luego se convertiría en el Convento de La Merced y más tarde en la ermita de La Merced), tuvo lugar el capítulo general de la Orden de Santiago, que nombró maestre de la misma a don Alonso de Cárdenas.
Uno de los comendadores que tuvo Azuaga fue Luis de Portocarrero, hombre muy influyente de su época. Él fue quien mandó edificar la extraordinaria y majestuosa iglesia gótica de la consolación, además de reparar el castillo.

### Edad Moderna

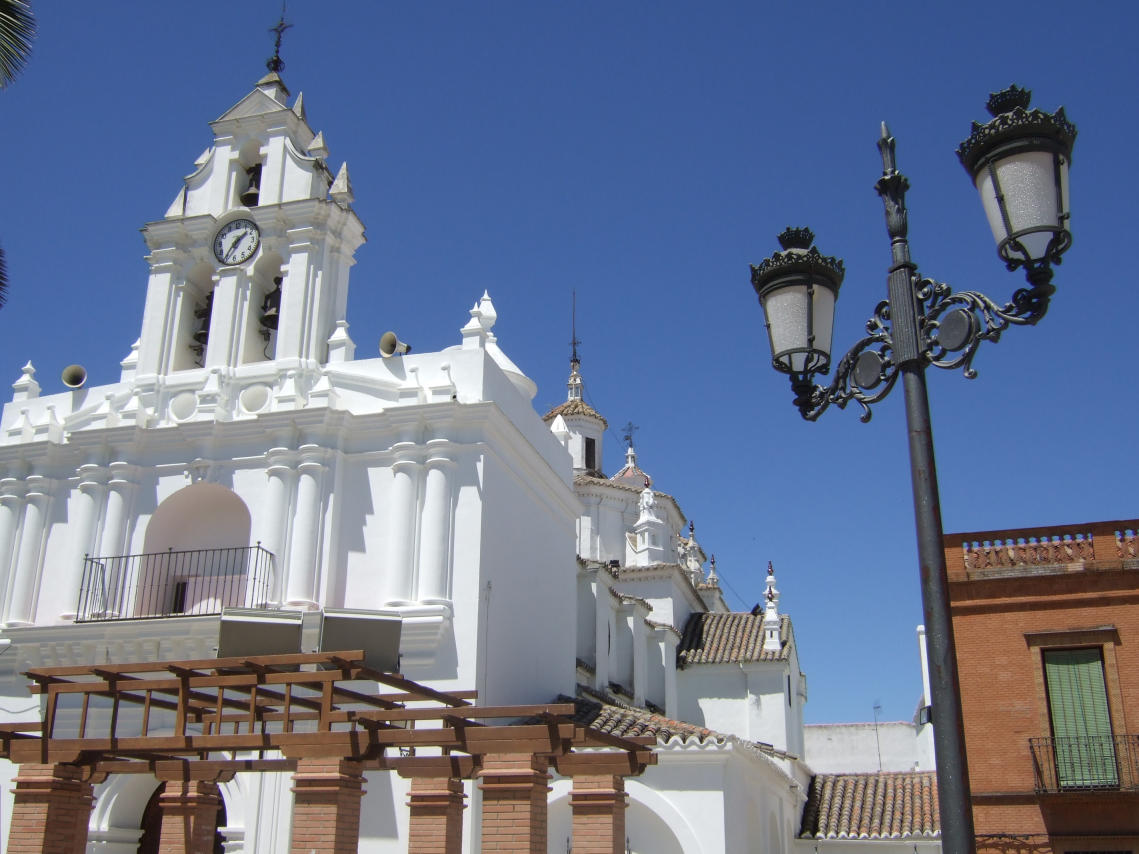
Iglesia parroquial del Cristo del Humilladero

En 1594 formaba parte de la provincia León de la Orden de Santiago y contaba con 1208 vecinos pecheros. El crecimiento de la localidad resulta imparable, y en el primer censo de 1551 de la población extremeña, Azuaga aparece como el núcleo de población más grande de Extremadura. Así era también en censos del siglo XVIII, donde aparece como una de las principales villas de la región. En cuanto al sector laboral, predominan en toda la zona las actividades artesanales y manufactureras. En Azuaga destacan sobre las demás las labores textiles, más concretamente la industria de los tintes.
Durante estos siglos, varios azuagueños ilustres destacaron en actividades diversas. En el campo artístico destaca Agustín del Castillo (1590-1626) quien trabajó en Córdoba tanto al óleo como al fresco y fue padre del más conocido Antonio del Castillo y Saavedra. En el campo eclesiástico, destacan dos personajes del siglo XVI que curiosamente adoptaron el mismo nombre, Fray Pedro de Azuaga. El primero de ellos fue un importante teorizante franciscano; su lucidez le llevó a convertirse en consejero permanente de Felipe II. El segundo centra su actividad en el último tercio del siglo XVI; fue escalando posiciones en el estamento religioso, hasta que se convirtió en Obispo de Chile en 1596.
También tuvo Azuaga un papel destacado en la colonización de América, siendo la séptima ciudad extremeña que más emigrantes aportó; hecho aún más significativo si tenemos en cuenta que Extremadura aportó algunos de los mayores contingentes en la conquista de América. Entre esos emigrantes tenemos exploradores, fundadores, militares, clérigos..., incluso un participarte en el segundo viaje de Colón, Juan Franco. Esta emigración al Nuevo Mundo revirtió en la creación de obras de arte y monumentos de la localidad. Eran habituales las capellanías ordenadas por indianos o sus herederos. Una huella clara de la repercusión del descubrimiento la tenemos en las caras de indios americanos que aparecen en distintos puntos de la parroquia de la Consolación.

### Edad Contemporánea
Durante el siglo XIX Azuaga empieza a explotar de forma intensiva sus minas de plomo, se convirtió en la localidad extremeña con mayor crecimiento demográfico y ya a finales de este siglo era la cuarta población de la región, tras Badajoz, Cáceres y Don Benito. De esta época procede uno de los mayores patrimonios del municipio, su trazado urbano, uno de los mejores ejemplos del sur de España, calles anchas y manzanas rectilíneas. El entorno de las calles Lepanto, Prieto Molina, Estalajes... se construyen en la época y muchas otras se planifican entonces. Existió previsión de futuro, concibiendo un municipio grande y moderno.
A la caída del Antiguo Régimen la localidad se constituye en municipio constitucional en la región de Extremadura. Desde 1834 quedó integrado en el partido judicial de Llerena. En el censo de 1842 contaba con 1146 hogares y 4500 vecinos.
En Azuaga nació el movimiento obrero de Extremadura, la gran concentración de obreros del campo y sobre todo de la minería, hicieron de este municipio un foco importantisino en la organización y movilización de los trabajadores. En esta época proliferaron publicaciones de diferentes ideologías, como El Amigo del Pueblo, vinculado al movimiento obrero de caractes libertario.
En el siglo XX, Azuaga vive años de extremada agitación. Azuaga vive una época de esplendor en el segundo tercio del siglo XX, debido a la intensa actividad minera, se convirtió en el primer productor de plomo del mundo, su producción influía en la cotización mundial de este mineral. Los ricos yacimientos de plomo (y en menor medida, de plata), supusieron un fuerte resurgimiento económico de toda la zona. 
La Guerra Civil fue especialmente sangrienta en la localidad, controlada en sus inicios por las milicias republicanas que fusilaron a casi noventa personas de derechas. Tras la toma del pueblo, a finales de septiembre del ’36, por dos columnas de tropas africanistas y voluntarios de Falange enviadas expresamente desde Sevilla por el general Queipo de Llano, la represión triplicaría con creces la cifra anterior.  
Durante los años comprendidos entre 1920 y 1960, Azuaga alcanza sus cotas máximas de población, oscilando entre los 16.000 y 18.000 habitantes. En décadas posteriores, debido al fenómeno de la emigración laboral, la población desciende bruscamente. Con todo esto, a finales de siglo, Azuaga apenas alcanza los 10 000 habitantes. Es importante la colonia de azuagueños emigrados a San Baudilio de Llobregat (provincia de Barcelona). Se calcula que aproximadamente la mitad de los nacidos en Azuaga no viven en ella.
Además posee un nuevo campo de fútbol remodelado de césped artifial en el que juega el CD Azuaga, ascendido en la pasada temporada a tercera división. Es la segunda vez en la historia que alcanza dicha categoría.

## Demografía
Azuaga cuenta con una población de 7595 habitantes (INE 2024).
| Gráfica de evolución demográfica de Azuaga entre 1842 y 2021                                                          |
| |
| Población de derecho según los censos de población del INE. Población de hecho según los censos de población del INE. |

| 1501   | 1567   | 1570   | 1642   | 1645   |
| 5400   | 6200   | 7300   | 9480   | 3000   |
| 1646   | 1675   | 1758   | 1791   | 1798   |
| 2400   | 5100   | 4200   | 5010   | 6600   |
| 1839   | 1891   | 1900   | 1910   | 1920   |
| 6480   | 14 394 | 14 200 | 15 000 | 16 600 |
| 1930   | 1940   | 1950   | 1955   | 1960   |
| 17 400 | 16 500 | 18 000 | 21 000 | 16 400 |
| 1970   | 1981   | 1986   | 1990   | 1994   |
| 11 200 | 9800   | 10 200 | 11 000 | 10 080 |

## Patrimonio

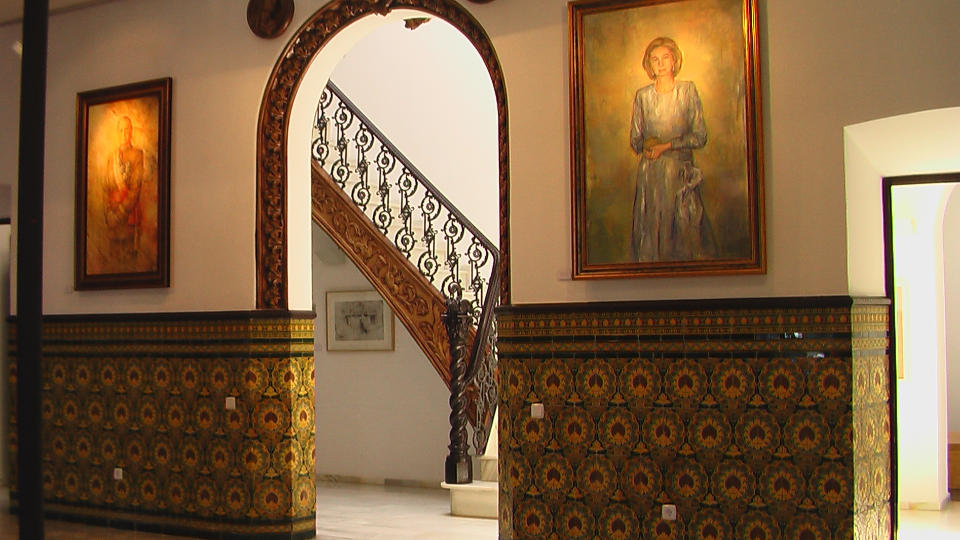
Museo Arte Contemporáneo de Azuaga

- Iglesias parroquiales católicas del Santo Cristo del Humilladero y de Nuestra Señora de la Consolación, en la archidiócesis de Mérida-Badajoz.[5]

- Iglesia de la Merced, el templo más antiguo que se conserva, declarado monumento histórico-artístico, ermita de Santiago, ermita de la calle rastro (que conserva pinturas murales del pintor Juan del Castillo, quien fue maestro de Murillo y de quien se conservan varios lienzos en el museo de bellas artes de Servilla), ermita de San Blas (construida sobre los restos de la primera parroquia de Azuaga, todavía se conserva un arco y una ventana mudéjar de aquel templo).

- Cristo del Humilladero de Francisco de Ocampo y Felguera considerada una de las mejores obras escultóricas del país, muy similar a El Calvario de Sevilla, obra del mismo autor.

- Barrio mudéjar y numerosas muestras de arte mudéjar en arquitectura civil.

- Fuente Atenor y pozo santo (fuente de origen romano y árabe respectivamente).

- Arquitectura civil solariega del siglo XIX y principios del siglo XX (ejemplos casa de la cultura, actual sede de la Escuela de Música y distintos edificios de las calles Llana, Mesones y Juan Ortiz, entre otras.

- Teatro Central Cinema y Teatro Cine Capitol, dos de los mejores ejemplos de arquitectura civil de toda Extremadura.

- Restos del castillo y alcazaba. Junto a los restos árabes y cristianos de la fortaleza, se ve un aljibe romano bastante bien conservado y las excavaciones arqueológicas, que actualmente están abandonadas.

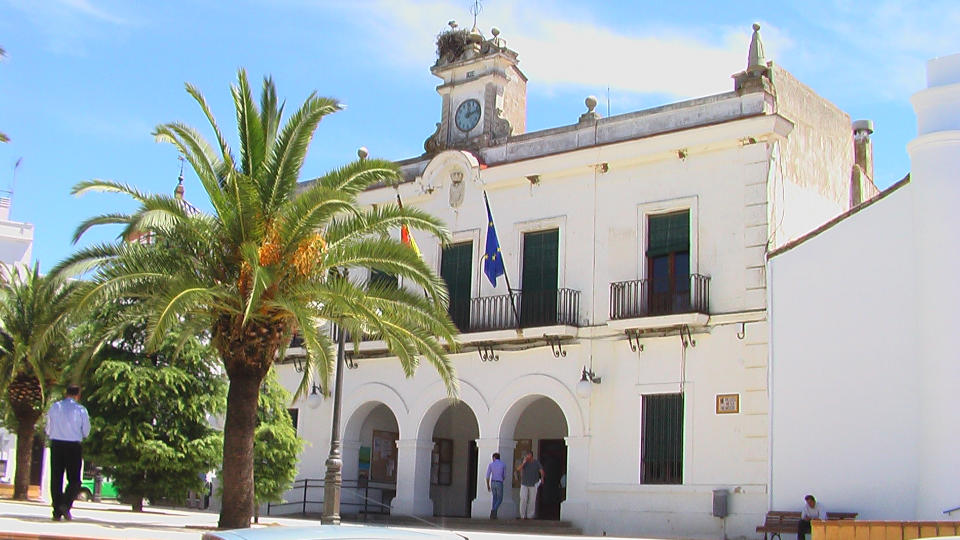
Ayuntamiento de Azuaga

- Antigua estación de ferrocarril de estilo francés.

- Plaza de toros, se construyó a finales del siglo XIX, está dentro del catálogo de plazas de toros históricas de España. Tiene capacidad para unos 3000 espectadores y curiosamente no es redonda sino ovalada.

- En el término municipal de Azuaga existen una treintena de dólmenes prehistóricos que todavía no se han puesto en valor. También se conserva en bastante buen estado de conservación el camino árabe de Córdoba, con puentes y torres defensivas en sus cercanías.

- Museo Etnográfico ubicado en el sótano del Central Cinema, un edificio romántico modernista de principios del siglo XX. El sótano es parte de construcción reciente y parte se extiende por una antigua bodega de mediados del siglo XIX. Está situado en el centro histórico de Azuaga. Este museo pertenece a la Red de Museos de Identidad de Extremadura.[6]

## Administración y política

### Gobierno municipal
| Partido político                         | 2023  | 2023  | 2023       | 2019  | 2019  | 2019       | 2015  | 2015  | 2015       | 2011  | 2011  | 2011       | 2007  | 2007  | 2007       |
| Partido político                         | %     | Votos | Concejales | %     | Votos | Concejales | %     | Votos | Concejales | %     | Votos | Concejales | %     | Votos | Concejales |
| Partido Popular (PP)                     | 61,12 | 2659  | 9          | 54,17 | 2432  | 7          | 50,81 | 2282  | 7          | 58,15 | 2989  | 8          | 53,61 | 2824  | 7          |
| Partido Socialista Obrero Español (PSOE) | 31,93 | 1389  | 4          | 21,85 | 981   | 3          | 32,53 | 1461  | 5          | 33,97 | 1746  | 5          | 33,79 | 1780  | 5          |
| Ciudadanos (CS)                          | –     | –     | –          | 20,38 | 915   | 3          | 11,91 | 535   | 1          | –     | –     | –          | –     | –     | –          |
| Independientes por Extremadura (IPEX)    | –     | –     | –          | –     | –     | –          | –     | –     | –          | –     | –     | –          | 8,64  | 455   | 1          |

### Mancomunidad Campiña Sur

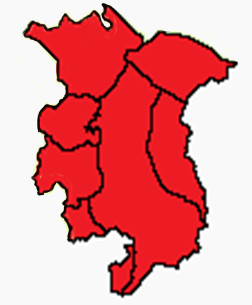
Comarca de Azuaga

El área de actuación de Azuaga comprende un radio de unos 50 km de norte a sur, donde se concentran las localidades más próximas, aunque distantes unas de otras. Dichas poblaciones se abastecen de importantes servicios de índole agraria, sanitaria, educativa y social.
Los núcleos de población que componen esta mancomunidad son:
- Azuaga
- Berlanga
- Campillo de Llerena
- Granja de Torrehermosa
- La Cardenchosa (entidad local menor)
- Maguilla
- Malcocinado
- Peraleda del Zaucejo
- Valverde de Llerena

## Cultura

### Entidades culturales
- Banda de Música de Azuaga
- Orquesta de Pulso y Púa de Azuaga[8]
- Banda de Cornetas y Tambores Cristo del Humilladero de Azuaga[9]

### Eventos culturales
- Viriatorock[10]
- Amazonica´s fest

### Deporte
- Club Deportivo Azuaga[11]

### Medios de comunicación
- Radio municipal Radio Azuaga, en la frecuencia de FM 107.7 MHz.

## Ciudades hermanadas
- Saint-Affrique, Aveyron, Francia